# Brokeback Mountain (bande originale)
Pour la nouvelle qui a inspiré le film, voir Brokeback Mountain.
La bande originale du film Le Secret de Brokeback Mountain, Oscar de la meilleure musique originale, éditée par Verve Forecast (Universal) en 2005, sous le titre anglais Original Motion Picture Soundtrack Brokeback Mountain, comprend une partie des chansons suivantes, toutes créditées au générique du film, en plus de la musique originale composée par Gustavo Santaolalla (Opening, Brokeback Mountain en trois parties, Snow, Riding Horses et The Wings).

## Titres
| No  | Titre                                      | Auteur                                           | Interprète                                | Durée |
| --- | ------------------------------------------ | ------------------------------------------------ | ----------------------------------------- | ----- |
| 1.  | The Cowboy's Lament                        |                                                  |                                           |       |
| 2.  | Water Walking Jesus                        | James McMurtry, Stephen Bruton et Annie Proulx   |                                           |       |
| 3.  | Jukebox                                    |                                                  | Ken Strange, Randall Pugh et Ron Guffnett |       |
| 4.  | Trust in Lies                              |                                                  | The Raven Shadows et Tim Ferguson         |       |
| 5.  | Battle Hymn of the Republic (traditionnel) |                                                  |                                           |       |
| 6.  | I Won't Let You Go                         |                                                  | Gustavo Santaolalla                       |       |
| 7.  | Angel Went Up in Flames                    |                                                  | Gustavo Santaolalla                       |       |
| 8.  | No One's Gonna Love You Like Me            |                                                  | Mary McBride                              |       |
| 9.  | All Night Blues                            |                                                  | The Raven Shadows                         |       |
| 10. | I Love Doing Texas With You                |                                                  | Kevin Trainor                             |       |
| 11. | King of the Road                           |                                                  | Roger Miller                              |       |
| 12. | A Love That Will Never Grow Old            | musique de Santaolalla, paroles de Bernie Taupin | interprétée par Emmylou Harris            |       |
| 13. | Quizás, quizás, quizás                     |                                                  | Rick Garcia                               |       |
| 14. | Capriccio espagnol, op. 34                 | Nikolaï Rimski-Korsakov                          | la Philharmonica Slavonica                |       |
| 15. | Mason Dixon Line                           |                                                  | Jeff Green                                |       |
| 16. | Eyes of Green                              |                                                  | Jeff Green                                |       |
| 17. | Devil's Right Hand                         |                                                  | Steve Earle                               |       |
| 18. | It's So Easy                               |                                                  | Linda Ronstadt                            |       |
| 19. | I Don't Want to Say Goodbye                |                                                  | Teddy Thompson                            |       |
| 20. | D-I-V-O-R-C-E                              |                                                  | Tammy Wynette                             |       |
| 21. | Melissa                                    |                                                  | Allman Brothers                           |       |
| 22. | I'll Be Gone                               |                                                  | Terry Gadsden et Fred Kinck-Petersen      |       |
| 23. | I'm Always on a Mountain When I Fall       |                                                  | Merle Haggard                             |       |
| 24. | He Was a Friend of Mine                    | Bob Dylan                                        | Willie Nelson                             |       |
| 25. | The Maker Makes                            |                                                  | Rufus Wainwright                          |       |

## Édition Verve
| 1.  | Opening                         | Gustavo Santaolalla | 1:31 |
| 2.  | He Was A Friend Of Mine         | Willie Nelson       | 4:42 |
| 3.  | Brokeback Mountain 1            | Gustavo Santaolalla | 2:32 |
| 4.  | A Love That Will Never Grow Old | Emmylou Harris      | 3:20 |
| 5.  | King Of The Road                | Rufus Wainwright    | 2:53 |
| 6.  | Snow                            | Gustavo Santaolalla | 1:18 |
| 7.  | The Devil's Right Hand          | Steve Earle         | 2:34 |
| 8.  | No One's Gonna Love You Like Me | Mary McBride        | 3:06 |
| 9.  | Brokeback Mountain 2            | Gustavo Santaolalla | 1:59 |
| 10. | I Don't Want To Say Goodbye     | Teddy Thompson      | 3:12 |
| 11. | I Will Never Let You Go         | Jackie Greene       | 1:55 |
| 12. | Riding Horses                   | Gustavo Santaolalla | 1:24 |
| 13. | An Angel Went Up In Flames      | The Gas Band        | 2:36 |
| 14. | It's So Easy                    | Linda Ronstadt      | 2:27 |
| 15. | Brokeback Mountain 3            | Gustavo Santaolalla | 2:14 |
| 16. | The Maker Makes                 | Rufus Wainwright    | 3:50 |
| 17. | The Wings                       | Gustavo Santaolalla | 1:52 |